# Ellen Dubin

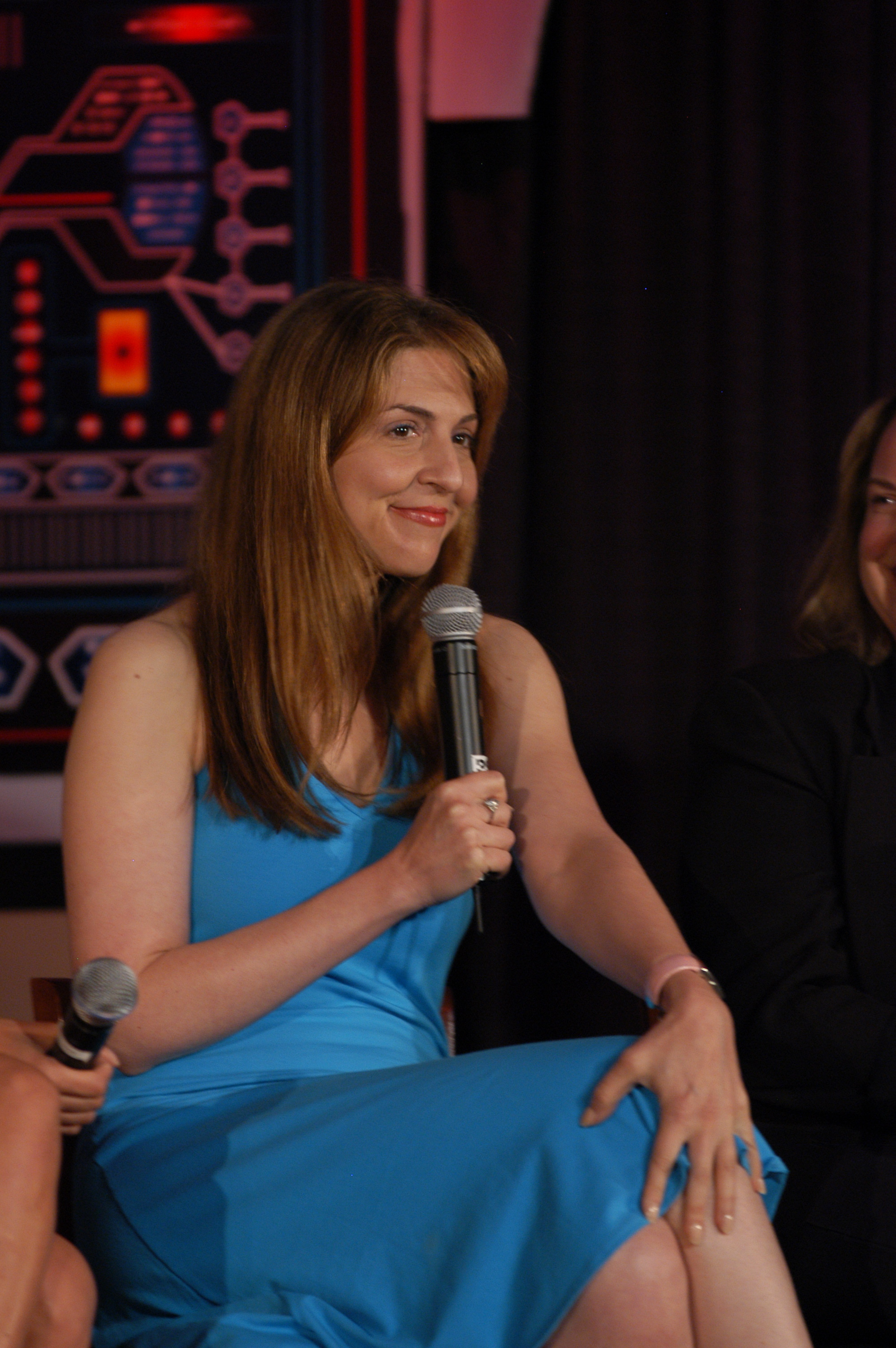
Ellen Dubin an der Gatecon 2005 Convention in Vancouver

Ellen Dubin (* 27. August in Toronto, Ontario) ist eine kanadische Schauspielerin.

## Leben und Werk
Ellen Dubin ist in Toronto aufgewachsen. Sie ist Sprecherin der Make-A-Wish-Foundation in Toronto und im Bezirk Central Ontario. Verheiratet ist sie mit dem kanadischen Telekommunikations-Manager Jay Switzer.
Ihre erste Nebenrolle spielte sie im US-amerikanischen Thriller Personals (1990). Ellen Dubins Debüt in einer internationalen Produktion war 2002 der Thriller Dass du ewig denkst an mich. Bislang war sie in über 60 mehrheitlich für das Fernsehen produzierten Filmen und Serien zu sehen. Zu ihren bekannteren Rollen zählen die Komödie Napoleon Dynamite (2004) sowie die Fernsehserien Lexx – The Dark Zone (1997–2002) und The Collector (2004–2006). Für The Collector wurde sie im Jahr 2005 für den Gemini Award nominiert. Gastrollen spielte Ellen Dubin in Fernsehserien wie Nick Knight – Der Vampircop, Raven – Die Unsterbliche, Mission Erde – Sie sind unter uns, Relic Hunter – Die Schatzjägerin, Mutant X, Dead Zone, Blood Ties – Biss aufs Blut und einigen mehr. Ihre aktuellen Projekte sind der von ihr produzierte Independentfilm Lost and Found und die Zeichentrickserie Nature’s Guard (beide 2009) sowie die Theaterkomödie Boeing, Boeing.

## Filmografie

### Filme
- 1989: Die Macht eines Kindes (Lantern Hill, Fernsehfilm)
- 1990: Rendezvous mit einer Mörderin (Personals, Fernsehfilm)
- 1990: Abraxas – Retter des Universums (Abraxas, Guardian of the Universe)
- 1991: The Big Slice – Ein verrücktes Ding (The Big Slice)
- 1991: Teuflisches Komplott (False Arrest, Fernsehfilm)
- 1992: Schreie im Wald (In the Deep Woods, Fernsehfilm)
- 1992: Baby an Bord (Baby on Board)
- 1993: Hetzjagd durch die Hölle (Survive the Night, Fernsehfilm)
- 1993: Der eisige Atem des Todes (Cold Sweat)
- 1993: Shameful Secrets (Fernsehfilm)
- 1994: Teenage T-Rex: Der Menschen-Dinosaurier (Tammy and the T-Rex)
- 1995: Scanner Cop II
- 1995: Mit der Angst in ihren Augen (Deadly Whispers, Fernsehfilm)
- 1995: The Donor – Out of Law (The Donor)
- 1996: Gone in the Night (Fernsehfilm)
- 1996: Never Too Late
- 1997: Balls Up (Fernsehfilm)
- 1998: Der Serienmörder – Hotline ins Bordell (Sealed with a Kiss, Fernsehfilm)
- 1999: Parkland – Deal mit dem Tod (Killer Deal, Fernsehfilm)
- 2000: Best Actress (Fernsehfilm)
- 2001: Bruderhass – Ich will dein Leben! (Alone with a Stranger)
- 2002: Dass du ewig denkst an mich (All Around the Town, Fernsehfilm)
- 2002: Wildfire 7: The Inferno (Fernsehfilm)
- 2002: Tunnel
- 2003: Gefangene der Zeit (A Wrinkle in Time, Fernsehfilm)
- 2003: Weltuntergang: Das Gewitter-Inferno (Lightning: Bolts of Destruction, Fernsehfilm)
- 2004: Napoleon Dynamite
- 2005: Das Doppelleben des Sam Brooks (Lies and Deception, Fernsehfilm)
- 2005: Swarmed – Das tödliche Summen (Swarmed, Fernsehfilm)
- 2006: Murder in My House (Fernsehfilm)
- 2006: The Wives He Forgot (Fernsehfilm)
- 2007: Das Komplott – Abducted (Abducted: Fugitive for Love, Fernsehfilm)
- 2008: Out Any Window (Kurzfilm)
- 2008: A Teacher’s Crime (Fernsehfilm)
- 2008: Bull
- 2009: Lost and Found (Kurzfilm)
- 2010: Second Chances (Fernsehfilm)
- 2010: When Love Is Not Enough: The Lois Wilson Story (Fernsehfilm)
- 2012: Dead Before Dawn 3D
- 2013: Clean Teeth Wednesdays (Kurzfilm)
- 2013: Saving Lincoln
- 2013: Hit It
- 2013: Real Gangsters
- 2013: Backlash (Kurzfilm)
- 2019: Midway – Für die Freiheit (Midway)
- 2021: Together Together

### Fernsehserien
- 1987: Check It Out (eine Folge)
- 1990, 1992: Auf eigene Faust (Counterstrike, zwei Folgen)
- 1992, 1995: Nick Knight – Der Vampircop (Forever Knight, zwei Folgen)
- 1993: Secret Service (eine Folge)
- 1995: Women of the House (eine Folge)
- 1995: Meeting the Crisis
- 1996: Ein Mountie in Chicago (Due South, eine Folge)
- 1996–2002: Lexx – The Dark Zone (LEXX, acht Folgen)
- 1998: First Wave – Die Prophezeiung (First Wave, eine Folge)
- 1998: Pacific Blue – Die Strandpolizei (Pacific Blue, eine Folge)
- 1999: Raven – Die Unsterbliche (Highlander: The Raven, zwei Folgen)
- 1999: Die neue Addams Familie (The New Addams Family, eine Folge)
- 2000: Mission Erde – Sie sind unter uns (Earth: Final Conflict, eine Folge)
- 2001: Relic Hunter – Die Schatzjägerin (Relic Hunter, eine Folge)
- 2001: RoboCop: Prime Directives (Miniserie, eine Folge)
- 2002: Tracker (eine Folge)
- 2003: Adventure Inc. – Jäger der vergessenen Schätze (Adventure Inc., eine Folge)
- 2003: Starhunter (eine Folge)
- 2004: Strange Days at Blake Holsey High (eine Folge)
- 2004: Mutant X (eine Folge)
- 2004: The Murdoch Mysteries (eine Folge)
- 2004–2006: The Collector (24 Folgen)
- 2005: Young Blades (eine Folge)
- 2005: Puppets Who Kill (eine Folge)
- 2005: Dead Zone (The Dead Zone, eine Folge)
- 2006: The Jane Show (eine Folge)
- 2006: Hank William’s First Nation (zwei Folgen)
- 2007: Blood Ties – Biss aufs Blut (Blood Ties, eine Folge)
- 2010–2011: The Resolve (drei Folgen)
- 2011: The Being Frank Show (eine Folge)
- 2011: The Ron James Show (eine Folge)
- 2012: Murdoch Mysteries (eine Folge)
- 2012: The Listener – Hellhörig (The Listener, eine Folge)
- 2013: Jimmy Kimmel Live! (eine Folge, Stimme)
- 2017, 2019: Mary Kills People (vier Folgen)

## Videospiele
- 2011: The Elder Scrolls V: Skyrim (Stimmen)
- 2012: Guild Wars 2 (Stimmen)
- 2014: The Elder Scrolls Online (Stimmen)
- 2014: Murdered: Soul Suspect (Stimme)